# Dimitrij Ovtcharov
Dimitrij Ovtcharov (* 2. září 1988, Kyjev) je německý stolní tenista ukrajinského původu. Na žebříčku ITTF mu patří v současnosti (leden 2018) 1. místo. Na ME v Bělehradě získal ve dvouhře bronzovou medaili a s německým národním týmem vyhrál soutěž družstev.
Ovtcharov je pravák s evropským držením pálky, který preferuje oboustranný útočný, technický i atletický styl hry, zaměřený však spíše „na spin“ než na agresivitu. Má vynikající zejména backhand. Na rozdíl od většiny hráčů světové špičky často s úspěchem uplatňuje variabilní backhandový servis s boční falší, a také krátce umístěný forehandový servis s ostrou boční rotací, hraný však pálkou vertikálně vzhůru, což není na špičkové úrovni často vídané. V roce 2013 vyhrál Mistrovství Evropy.